# Arta (gmina)
Arta (gr. Δήμος Αρταίων, Dimos Arteon) – gmina w Grecji, w administracji zdecentralizowanej Epir-Macedonia Zachodnia, w regionie Epir, w jednostce regionalnej Arta. W 2011 roku liczyła 43 166 mieszkańców. Powstała 1 stycznia 2011 roku w wyniku połączenia dotychczasowych gmin: Arta, Amwrakikos, Wlacherna, Filotei i Ksirowuni. Siedzibą gminy jest Arta.